# Millefiori

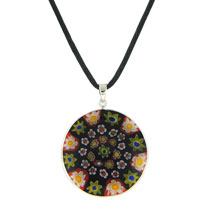
Hängsmycke utfört i millefioriteknik

Millefiori är en teknik som gör det möjligt att mönstra glas. Apsley Pellatt (1791-1863) myntade termen på 1800-talet och millefiori kom med som nytt ord i Oxford Dictionary 1849. Ordet kommer från italienskan och betyder tusen blommor.
Denna sorts glas förekom redan i forntidens Egypten och tillverkades i stor omfattning i Venedig under renässansen. Olikfärgade glasstavar och -trådar smälts samman till mångfärgade knippen som skärs i skivor, vilka liknar blommor, och gjuts in i glasmassan. 